# Marc Wasterlain
Pour les articles homonymes, voir Wasterlain.
Marc Wasterlain, né  à Erquelinnes le 29 juin 1946, est un auteur de bandes dessinées belge. La création de Docteur Poche dans Spirou en 1975 en fait un des principaux rénovateurs de la bande dessinée franco-belge d'alors. 

## Biographie
Marc Wasterlain s'oriente, jeune, vers les arts graphiques. Il commence ses études à l'école des Beaux Arts de Mons mais les arrête pour se spécialiser dans la bande dessinées au CAD de Bruxelles. Il devient l'élève de Dino Attanasio et travaille sur les encrages et décors de la série Modeste et Pompon. En 1966, il rejoint le studio Peyo et collabore aux décors sur les séries Les Schtroumpfs et Benoît Brisefer.
Il fait ses débuts en solo avec la série Bob Moon et Titania en 1971 pour l'hebdomadaire Tintin. Il crée deux ans plus tard la série poétique M. Bonhomme. En 1975, un accident à la main modifie son graphisme et le rend plus anguleux. Cette année-là, après quelques essais, il entre réellement au magazine Spirou avec Docteur Poche, et participe au renouvellement de l'hebdomadaire, influençant par sa poésie et son style graphique moderne de nombreux jeunes auteurs dont Bernard Hislaire, André Geerts, Frank Pé, Frank Le Gall ou André Benn[réf. nécessaire].
En 1982, il crée dans le même hebdomadaire Jeannette Pointu, également bien accueillie par la critique, mais que Dupuis met du temps à commercialiser sous forme d'albums[réf. nécessaire]. 
En 1995, il quitte les éditions Dupuis pour les éditions Casterman.
Il collabore depuis ses débuts avec différents magazines de bande dessinée, leur proposant ses propres séries mais aussi des illustrations (pour le hors-série spécial Hergé d'(À suivre), par exemple) et des séries créées spécialement pour un périodique (Comment font-ils ? dans Tintin, ou encore Yvan et Wanda pour Astrapi).

## Postérité
Il est encensé par de nombreux critiques et collègues des années 80, tel Thierry Groensteen qui écrit en 1984 : « C'est un génie » ou André Franquin qui déclare : « C'est bien simple, si je pouvais choisir, je choisirais de dessiner comme Wasterlain ! ».

## Œuvres

### Dessinateur et scénariste
- Bob Moon et Titania, 4 histoires publiées dans le magazine Tintin, 1971
  - La Planète des clowns, Crocodile édition, 1980

1. Une base sur la Lune, éditions Pan Pan, 2009
2. En avant Mars, éditions Pan Pan, 2010

- Lapomme, 2 histoires publiées dans Achille Talon magazine (il en existe une troisième inédite), 1971
- M. Bonhomme, série publié dans le magazine Tintin, 1973
  - Monsieur Bonhomme, album en noir et blanc, Crocodile édition, 1979
  - Un si joli petit bois, Magic Strip, 1983
  - Point limite zéro, Magic Strip, 1983
- Docteur Poche, série publiée dans le magazine Spirou, édition Dupuis puis Casterman puis Mosquito, 16 tomes parus, 1975
- Jeannette Pointu, série publiée dans le magazine Spirou puis Okapi, édition Dupuis, puis Mosquito, 21 tomes parus, 1982
- Les Aventures de Gil et Georges, couleurs Anne Delobel, série publiée dans le magazine Okapi, édition Bayard Presse (il existe deux autres histoires longues parues dans le magazine mais inédites en album)

1. La Machine perplexe, 1986
2. Le Maître des robots, 1988
3. Les Hommes transparents, 1989

- Ratapoil, couleurs Studio Leonardo, édition Marsu Productions

1. Ratapoil roi du foot et l'équipe des poussins, 1990
2. Ratapoil shoote au but, 1990
3. Ratapoil maillot jaune, 1992

- Yvan et Wanda, scénario de Paul Martin, série publiée dans Astrapi
  - Les Panthères de la nuit (12 planches du n°387 du 15 décembre 1994 au n°389 du 15 janvier 1995)[4]
  - Le Dompteur de dragons (32 planches du n° 412 du 15 janvier 1996 au n°419 du 1er mai 1996)[4]
  - Le Singe blanc (12 planches du n°420 du 15 mai 1996 au n°422 du 15 juin 1996)[4]
  - La Malédiction d'Araktès (18 planches du n° 472 du 15 octobre 1998 au n°474 du 15 novembre 1998)[5]
- Les Pixels, couleurs Baloo, série créée pour Pif Gadget, éditions Mosquito

1. Les Pixels, chasseurs de monstres, janvier 2010
2. Les Pixels et les Robots, janvier 2011
3. Les Pixels et les Mini Dinosaures, janvier 2012
4. Les Pixels et les Quatre Pandas, janvier 2015

- Tucker, couleurs Oriana Esposito, série publiée dans la revue L'Aventure, éditions du Tiroir

1. Chroniques d'autres mondes, septembre 2021

### Scénariste
- Natacha, dessin François Walthéry

1. La Mémoire de métal (histoire courte Un brin de panique), Dupuis, 1974
2. L'Île d'outre-monde, Dupuis, 1984
3. Natacha et les Dinosaures, Marsu Productions, 1998

- La Patrouille des Castors, dessin Mitacq

1. Le Calvaire du mort pendu, Dupuis, 1989
2. Torrents sur Mesin, Dupuis, 1990

- Jess Long, dessin Arthur Piroton

1. Silicium Valley, Dupuis, 1988

- Les Schtroumpfs par le Studio Peyo

## Prix et récompenses
- 1976 :  Prix Saint-Michel de l'espoir pour Il est minuit, Docteur Poche (dans Spirou)
- 1977 :  Prix Saint-Michel du meilleur dessin humoristique pour Il est minuit, Docteur Poche (Docteur Poche, t. 1)
- 1978 :  Prix Saint-Michel du meilleur dessin humoristique pour Karabouilla (histoire du Docteur Poche publiée dans Spirou)
- 1979 :  Prix Saint-Michel du meilleur dessin humoristique pour L'île des hommes papillons (Docteur Poche, t. 2)
- 1980 :  Prix du meilleur espoir du festival d'Angoulême pour Docteur Poche
- 1984 : Grand Prix Saint-Michel pour Le Dragon vert (Jeannette Pointu, t. 3)

### Articles
- Henri Filippini, « Patrimoine : Le Journal illustré le plus grand du monde », BDZoom,‎ 30 août 2016 (lire en ligne, consulté le 28 avril 2022)